# 新関善八
新関 善八（にいぜき ぜんぱち、1858年3月26日〈安政5年2月12日〉 - 没年不明）は、明治時代の政治家。山形県山形市長。

## 経歴
先代新関善八の長男としてのちの山形県山形市肴町に生まれ、高等商業学校（現一橋大学）に進学した。肴町出身の後輩に会計学者の鹿野清次郎がいた。山形県多額納税者に列し、山形商業会議所特別議員を務めた。ほか、山形市農会議員、山形県会議員、山形商業銀行監査役、山形市参事会員を歴任した。1906年（明治39年）12月、山形市長に就任。前市長の菱田義民に懲りた市会が土着のものからという基準で最適任者として市長の座に就いたが、誠実一点張りで市政の舵取りに不慣れなうえ、助役の木口市之助が事務の人でなかったため、助役二名説が議論された。市長在任中は前市長の拡大策の縮小、日清戦争の後始末、大火からの復興に尽力した。1912年（大正元年）12月、退任した。